# 黑三角 (电影)

电影封面

《黑三角》是由北京电影制片厂拍摄的反特务題材电影，于1977年上映。

## 剧情
于秋兰是文化宫的钢琴伴奏，她被卷入到110人防工程机密失窃的特务案中。
经过缜密的侦察，侦察员们发现她的母亲——卖冰棍的于黄氏才是真正的特务。

## 制作
- 导演：刘春霖、陈方千
- 编剧：李英杰

## 演员
- 雷　明 饰 石　岩
- 张　平 饰 洪局长
- 凌　元 饰 于黄氏
- 毕鑑昌 饰 卢德庆
- 刘　佳 饰 于秋兰
- 秦　文 饰 刘书记
- 曹翠芬 饰 高　洁
- 程学钦 饰 李　虎
- 张　雁 饰 姜师傅
- 李　健 饰 杨大娘
- 方　辉 饰 邢　祥
- 赵万德 饰 孙　福
- 林　征 饰 少　将
- 王惠敏 饰 少　校
- 李　林 饰 朗井田
- 劳　力 饰 猫头鹰

## 原型

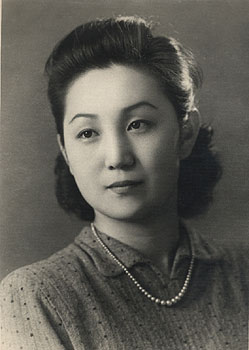
韩明禧于1954年寄给友人的照片

韩明禧（1923年—2005年），俄文名：瓦莲金娜·韩，昵称瓦莉娅，生活在哈尔滨的朝鲜族人。她被认为是剧中于秋兰的原型，另说是于黄氏的原型。她是当时哈尔滨的四大美女之一。
周鹤在《“女特务”瓦莉娅的故事》一书，对她的生平有过详细的描述。她曾是黑龙江省歌舞团钢琴伴奏员。文革时期，打成苏联特务，入狱十年。1980年12月黑龙江省高级人民法院对其进行无罪宣判。